# Quillón
Quillón ist eine Stadt und Gemeinde in der Provinz Diguillín in der Región de Ñuble in Chile. Bei der Volkszählung im Jahr 2017 hatte sie 17.485 Einwohner. Die Gemeinde erstreckt sich über eine Fläche von 423 km².

## Geschichte
Die Gemeinde wurde am 22. Dezember 1891 unter demselben Namen gegründet.
Anfang 2012 wurde die Gemeinde von einem schweren Brand heimgesucht, der Wohnhäuser, landwirtschaftliche Flächen und Wälder in ländlichen Gebieten zerstörte. Das Feuer breitete sich auch auf benachbarte Ortschaften wie Florida, Quirihue und Ránquil aus.
Am 26. Januar 2017 wurde in der Gemeinde die bisher höchste jemals in Chile gemessene Temperatur registriert – 44,9 °C im Schatten.

## Bevölkerung
Laut der Volkszählung des Nationalen Statistikinstituts von 2002 hatte Quillón 15.146 Einwohner (7699 Männer und 7447 Frauen). Davon lebten 7536 (49,8 %) in städtischen Gebieten und 7610 (50,2 %) auf dem Land. Die Bevölkerung wuchs zwischen den Volkszählungen 1992 und 2002 um 4 % (584 Personen). Im Jahr 2017 zählte man 17.485 Personen.

## Orte
In der Gemeinde Quillón befinden sich folgende Orte:
- Quillón (Hauptort)
- Coyanco
- El Culbén
- Chillancito
- Villa Las Mercedes
- El Macal
- Talcamó
- La Bodega